# Palacio de Camposorio

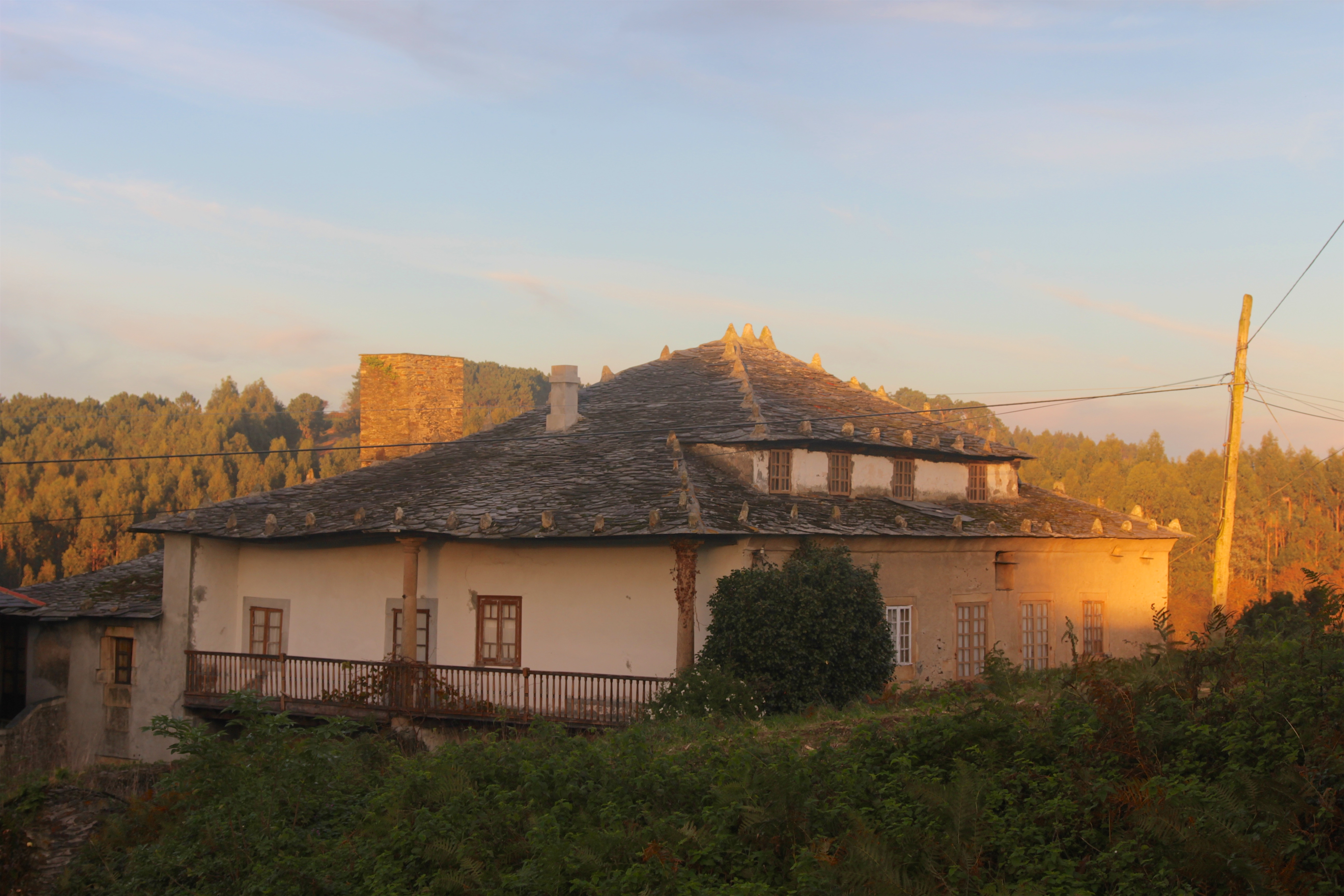
Palacio de Camposorio

El palacio de Camposorio en Piñera, concejo de Navia (Asturias) es un conjunto edificado del siglo XVIII a medio camino entre el palacio y la casona popular de uso agropecuario. Consta del edificio principal, corralas delanteras, hórreo, panera, cuadras, edificaciones de servicios y huerta trasera.
Vinculado a la familia Campo-Osorio (linaje de larga tradición en el concejo de Navia, que remonta al menos al siglo XV), fue el lugar de residencia durante su infancia del destacado poeta del XIX Ramón de Campoamor.

## Descripción
El palacio de Camposorio, es una construcción de tipo rural destinada a cumplir las funciones de vivienda familiar y centro de la explotación agrícola y ganadera a ella vinculada, que está formada por palacio o casona, hórreo y panera. Arquitectónicamente, el palacio presenta una planta cuadrada estructurada en dos pisos más buhardilla, a la que se suman dos cuerpos adosados en su fachada norte. El edificio está cerrado por una tapia en todas las fachadas, excepto por la sur, existiendo además otra cerca que cierra el conjunto por la fachada norte y este.
La entrada al Palacio se realiza a través de un muro de unos dos metros y medio de altura en el que se abren dos portadas de arco carpanel culminadas por sendos pináculos. Estas portadas dan paso a una corrada dividida en dos partes por un muro de mampostería pizarrosa de igual altura que el exterior. A la izquierda de esta corralada se alza una imponente panera que aún hoy se encuentra en bastante buen estado. Los muros, de mampostería de pizarra, solamente están revocados y pintados de blanco en la fachada oeste. El sillar, por su parte, se utiliza para recercar todos los vanos, puertas y ventanas, que en todo el edificio son adintelados.
La fachada principal es la oeste y consta de dos pisos más buhardilla o desván. En el piso bajo se abren dos puertas que coinciden con las dos del muro de entrada. A la derecha de estas se abren dos ventanas. A los lados de la puerta principal, que es la derecha, y a ras de suelo, existen dos bancos de piedra. El piso alto tiene un corredor sostenido por una repisa, con dos columnas toscanas de arenisca que soportan el alero de madera vista. En él hay una puerta flanqueada por dos ventanas. Este corredor originariamente tendría una balaustrada con barrotes torneados, hoy desaparecida y sustituida por un peto de ladrillo revocado.
La fachada sur presenta en el primer piso tres vanos. En el segundo piso hay un vano a la izquierda y dos balconadas flanqueadas por dos ventanas. En una hornacina situada sobre esta balconada parece que antiguamente existió un escudo. No tiene cornisa, pero sí un alero de yeso armado del que sobresalen las lajas de pizarra del techo.
La fachada norte tiene dos cuerpos adosados, unidos a la altura del primer piso por otro, que solamente dejan ver un balcón y una ventana. El cuerpo adosado, situado a la izquierda, tiene un gran vano a modo de porche, en cuyo interior hay dos ventanas, una de ellas a nivel del suelo. En su parte superior central hay una pequeña ventana y en la inferior, a la izquierda, una saetera.
El otro cuerpo adosado tiene en su frente una puerta a la altura del segundo piso y dos ventanas, una en el primer piso, casi a ras de suelo, y la otra a la izquierda de la puerta. La otra cara tiene tres vanos. El cuerpo está cubierto por un tejado de pizarra coronado por piedras apuntadas que lo sujetan. El alero de la cornisa es de madera vista.
La fachada este tiene en su planta baja tres vanos: una puerta, una saetera y una ventana. En el piso superior tiene tres ventanas situadas a igual distancia. A este muro se adosa uno de los lados de uno de los cuerpos de la fachada norte, que tiene una ventana en el segundo piso y una saetera en el inferior. La cornisa es, como en las otras fachadas, de yeso. La cubierta está realizada con lajas de pizarra solapadas, material de construcción de la zona, que se sujetan a la ripia con tornos de madera y que van aseguradas con piedras apuntadas. En este tejado también se ve una enorme chimenea de mampostería perteneciente a la antigua cocina. Desde el lado sur y desde la carretera es visible el precioso cuerpo abuhardillado con cuatro ventanas. Esta buhardilla, con tejado a tres aguas, también se aprecia en el lado norte y este.

## Fuente
- Este artículo incluye contenido derivado de una disposición relativa al proceso de protección, incoación o declaración de un bien cultural o natural publicada en el BOE n.º 189 el 9 de agosto de 2006 (texto), el cual está libre de restricciones conocidas en virtud del derecho de autor de conformidad con lo dispuesto en el artículo 13 de la Ley de Propiedad Intelectual española.

- Datos: Q6057879
- Multimedia: Palace of Camposorio / Q6057879